# 郭弼
郭弼 OBE（Burt Kwouk，1930年7月18日—2016年5月24日）是一名華裔英国演员，曾出演電影粉紅豹。

## 早年
郭弼出生于蘭開夏的沃灵顿，父母都是中国人，當時他的父母正在欧洲出差。他在上海长大，他的父亲是一位纺织業老闆。12至16岁期间，他就读于上海某個由耶稣会開辦的学校。  1947年随父母前往英国。 1953年，他毕业於鲍登学院。1954 年，他返回英国。 

## 职业
郭弼曾出演六福客栈、粉紅豹、詹姆斯·邦德系列电影、007：皇家赌场、鐵金剛勇破火箭嶺等電影。

## 个人生活
郭弼于1961年夏天在伦敦旺兹沃思与Caroline Tebbs结婚。 他们的儿子克里斯托弗于1974年出生。  郭弼於2011年獲頒大英帝國勳章。  

## 去世
2016年5月24日，郭弼在汉普斯特德當地一家臨終關懷中心因癌症去世，享年85岁。